# Zeytinçukuru, Mut
Zeytinçukuru là một xã thuộc huyện Mut, tỉnh Mersin, Thổ Nhĩ Kỳ. Dân số thời điểm năm 2011 là 129 người.